# テトラシアノキノジメタン
テトラシアノキノジメタン (TCNQ) は(NC)2CC6H4C(CN)2で表される有機半導体分子である。電荷移動錯体の電子受容体分子と知られる。毒物及び劇物取締法の劇物に該当する。

## 製法
TCNQは1,4-シクロヘキサンジオンとマロノニトリルを縮合した後、ピリジン存在下、臭素またはN-ブロモスクシンイミドにて酸化することで得られる。
{\displaystyle {\ce {C6H8O2\ + 2CH2(CN)2 -> C6H8(C(CN)2)2\ + 2H2O}}}
{\displaystyle {\ce {C6H8(C(CN)2)2\ + 2Br2 -> C6H4(C(CN)2)2\ + 4HBr}}}

## 用途
TCNQは単体でn型の半導体特性を示す有機半導体である。また、電子供与性の分子であるテトラチアフルバレン (TTF) と溶液下で混合することで"TTF-TCNQ"の電荷移動錯体を形成する。この塩は1次元に配列する分離積層型の結晶構造をとり、金属のような電気伝導度を示す導電体となる。